# Delta-v
 (juin 2018).
Delta-v, noté {\displaystyle \Delta {v}}, est en astronautique une mesure de changement (Delta ou Δ) de vitesse ({\displaystyle {\overrightarrow {v}}}) d'un engin spatial (satellite artificiel, véhicule spatial, sonde spatiale, lanceur) ; il est exprimé en distance parcourue par unité de temps (mètre par seconde). Le Delta-v est calculé en soustrayant deux vitesses :
{\displaystyle \Delta {v}=\|{\overrightarrow {v_{2}}}-{\overrightarrow {v_{1}}}\|},
où {\displaystyle {\overrightarrow {v_{1}}}} représente la vitesse avant le changement et {\displaystyle {\overrightarrow {v_{2}}}} la vitesse après le changement. Le Delta-v est une quantité scalaire : les changements de direction sans changement de vitesse accroissent sa valeur.
En astronautique, le Delta-v est notamment utilisé pour estimer la quantité de propergol qui est nécessaire pour accomplir une manœuvre, un changement de trajectoire, pour décoller d'une planète, se placer en orbite d'un corps céleste en venant du sol ou de l'espace interplanétaire, pour échapper à l'attraction d'un objet (Terre, Soleil...).
Il existe plusieurs méthodes pour obtenir un changement de vitesse dans l'espace : les plus courants sont le moteur-fusée qui expulse de la matière à grande vitesse, l'assistance gravitationnelle qui utilise le champ gravitationnel d'une planète, l'aérofreinage qui utilise la traînée atmosphérique d'une planète et, pour modifier l'orientation, il y a comme possibilité, en plus de jets de matières, les systèmes jouant sur un transfert de moment cinétique (roues de réaction). 

## Quelques Delta-v remarquables

Principaux Delta-v applicables aux déplacements vers les orbites terrestre, lunaire et martienne.

La production du Delta-v nécessaire pour accomplir les missions spatiales repose généralement sur la quantité d'ergols embarquée. La valeur du Delta-v est donc le principal facteur conditionnant la masse du lanceur, de l'engin spatial et donc une grande partie de son coût. La réalisation des principales missions repose sur quelques Delta-v remarquables comme celui nécessaire pour se placer en orbite terrestre basse ou en orbite géostationnaire ou celui pour échapper à l'attraction d'une planète.   

### Vitesse de libération
La vitesse de libération d'un corps quittant la surface de la Terre, dite aussi deuxième vitesse cosmique, nécessite un {\displaystyle \Delta v} de 11,2 km/s (kilomètres par seconde) par rapport à un repère inertiel géocentrique, soit environ 40 000 km/h (kilomètres par heure). Par comparaison, celle de Jupiter est de 59,5 km/s. La sonde Luna 1 est, en 1959, le premier objet construit par l'homme à atteindre la vitesse de libération terrestre lors de son trajet en direction de la Lune.

### Manœuvres en orbite
| Type de manœuvre                                  | Altitude de l'orbite [km] | {\displaystyle \Delta {v}} normal par an [m/s] | {\displaystyle \Delta {v}} maximum par an [m/s] |
| ------------------------------------------------- | ------------------------- | ---------------------------------------------- | ----------------------------------------------- |
| Maintien de la position                           |                           | 50-55                                          |                                                 |
| Maintien de l'orbite (résistance de l'atmosphère) | 400-500                   | < 25                                           | < 100                                           |
| Maintien de l'orbite (résistance de l'atmosphère) | 500-600                   | < 5                                            | < 25                                            |
| Maintien de l'orbite (résistance de l'atmosphère) | > 600                     |                                                | < 7,5                                           |
| Maintien de l'orientation                         |                           | 2-6                                            |                                                 |